# 金沢市民芸術村

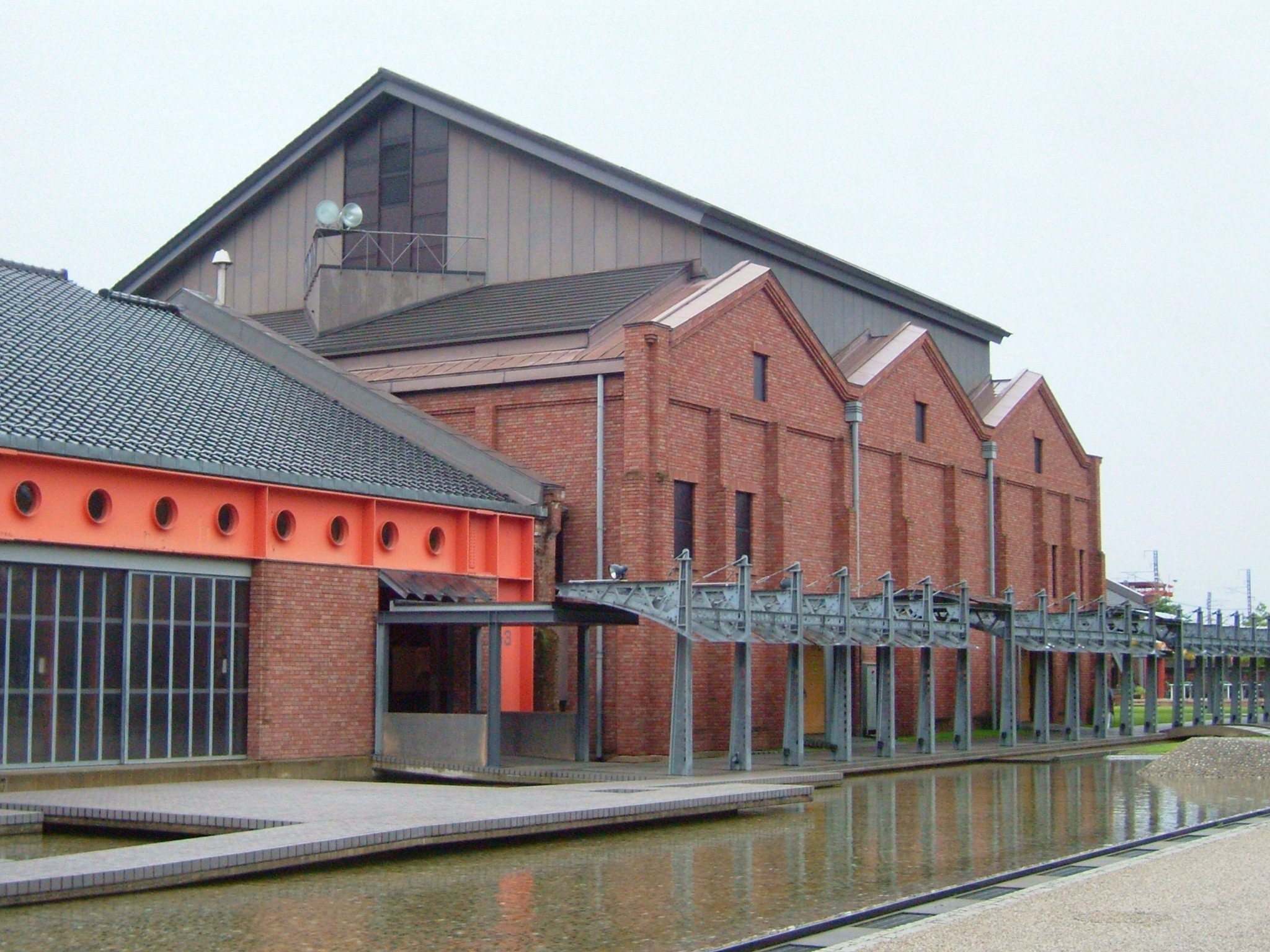
金沢市民芸術村

金沢市民芸術村（かなざわしみんげいじゅつむら）は、金沢市が設置した市民の芸術活動を支援する目的の総合文化施設で、城下町金沢の伝統文化を維持するために必要な建築系技能の保存・継承技能者養成を目的とする金沢職人大学校を併設する。
1919年に開業した金沢紡績（のち錦華紡績→大和紡績）が1923年から1927年にかけて建てた旧紡績工場の敷地と建物（倉庫群）を市が購入してレンガ造工場建築群を再生、1997年度のグッドデザイン賞大賞を受賞した。事務所棟は国の登録有形文化財に登録されている。公益財団法人金沢芸術創造財団（理事長・宮本伸一）の下部組織。1996年10月竣工式・開村。

## 所在
- 石川県金沢市大和町1番1号

アクセス
- 金沢駅（西口）または片町交差点から、徒歩15分またはタクシー5分
- 武蔵ヶ辻バス停発 北陸鉄道バス「香林坊経由 西金沢4丁目」行き 大豆田バス停下車
- 駐車場有り

## 村長
- 細川紀彦（1996年～2007年）[5]
- 藤井宏（2007年～2009年）
- 浅川優二（2009年～2010年）
- 岩田久美子（2010年～2013年）
- 普照豊（2013年～2017年）
- 後藤徹（2017年～現在）